# Ellery Queen's Mystery Magazine
Ellery Queen's Mystery Magazine (littéralement : Le Magazine du mystère à la Ellery Queen) est un mensuel américain spécialisé dans les histoires policières. Lancé en 1941 par Mercury Press, il tire son nom de l'auteur d'histoires de détective Ellery Queen. La version équivalente en français de ce magazine est le Mystère magazine.

## Quelques auteurs
liste non exhaustive - n'y figurent que des auteurs ayant une page Wikipédia en français
- Charlotte Armstrong
- Isaac Asimov
- Lynne Barrett
- George Baxt
- Lawrence Block
- Christianna Brand
- Jon L. Breen
- William Brittain
- John Dickson Carr
- George C. Chesbro
- Charles B. Child
- Max Allan Collins
- Vincent Cornier
- Gordon Cotler
- Harold R. Daniels
- Avram Davidson
- Hilary Davidson
- Dorothy Salisbury Davis
- Jeffery Deaver
- Brendan DuBois
- Stanley Ellin
- David Ely
- Helen Eustis
- Terence Faherty
- Barb Goffman
- Joe Gores
- Joseph Hansen
- Joyce Harrington
- John Eugene Hasty
- Patricia Highsmith
- Reginald Hill
- Mick Herron
- Edward D. Hoch
- P. D. James
- Ragnar Jónasson
- Stephen King
- Clifford Knight
- Tara Laskowski
- Peter Lovesey
- Philip MacDonald
- Mary Jane Maffini
- Floyd Mahannah
- Paul D. Marks
- Jenny Milchman
- Barbara Nadel
- Joyce Carol Oates
- Barbara Owens
- Gigi Pandian
- Nancy Pickard
- Twist Phelan
- Bill Pronzini
- Ellery Queen
- Ian Rankin
- Ruth Rendell
- Peter Robinson
- Mark SaFranko
- Jonathan Santlofer
- Howard Schoenfeld
- Georges Simenon
- Art Taylor
- Lillian de la Torre
- Peter Turnbull
- Roy Vickers
- Thomas Walsh
- Minette Walters
- Donald E. Westlake
- Janwillem van de Wetering
- Cornell Woolrich
- James Yaffe
- Dave Zeltserman